# Faktendatenbank
Eine Faktendatenbank zeichnet sich im Wesentlichen dadurch aus, dass sie gemessene oder beobachtete Daten enthält, also die Primärdaten bzw. -informationen.
Im Gegensatz hierzu enthalten Referenzdatenbanken (etwa Literaturdatenbanken) nur Verweise auf die primären Information und Daten (Sekundärinformationen).
Auch Faktendatenbanken enthalten oft zusätzliche Referenzen, in denen die Quelle der Information oder des Datums nachgewiesen wird (s. u.).
Faktendatenbanken sind oft formal und inhaltlich erschlossen. Dazu besitzen sie eine sehr detaillierte Struktur, d. h., sie enthalten zusätzlich zu den eigentlichen Daten Felder mit Metadaten. Dies unterscheidet sie insbesondere von Volltextdatenbanken, die ihre Information nur wenig strukturieren.
Faktendatenbanken werden intensiv in naturwissenschaftlichen und technischen Fächern genutzt.

## Beispiele

### Medizin
- siehe Hauptartikel Medizinische Datenbank

### Chemie
In der Chemie gibt es drei große Bereiche für Faktenbanken:
- Stoffdaten (siehe etwa Dortmunder Datenbank, CHEMSAFE oder Beilstein)
- Molekülstrukturen (siehe etwa ChemIDplus und Chemical Abstracts Service, CAS ist vor allem auch eine Referenzdatenbank)
- Reaktionen, Reaktionsmechanismen, siehe auch Beilstein

### Biologie
- Genetische Informationen (siehe etwa GenBank)
- Proteindatenbank (Biomoleküle)
- Tree of Life Web Project: Faktendatenbank zur Beschreibung, zur Biodiversität und Phylogenie aller Organismen